# Ekonomiåret 2013

## Händelser
- 7 december – Världshandelsorganisationen WTO sluter sin första världsomspännande handelsuppgörelse efter nästan 20 års förhandlingar.
- I Sverige skräps kontrollen av så kallade friåkare inom taxitrafiken.[1]

## Bildade företag
- AbbVie, amerikanskt läkemedelsföretag.
- Acast AB, svenskt medieföretag.

## Uppköp
- Mars – Cyberfront, japanskt spelföretag som köps av Kaga Electronics.

## Konkurser
- 13 december – Fly Logic, svenskt flygbolag.

## Priser och utmärkelser
10 december – Sveriges Riksbanks pris i ekonomisk vetenskap till Alfred Nobels minne tilldelas amerikanerna Lars Peter Hansen och Robert Shiller.

## Avlidna
- 12 juli – Sten A. Olsson, 96, svensk redare och grundare av Stenasfären.
- 30 juli – Berthold Beitz, 99, tysk företagsledare.